# Cisterciënzers
De Orde der Cisterciënzers is een, van oorsprong Franse, katholieke kloosterorde, waarvan de monialen leven volgens de regel van Benedictus. De orde werd in 1098 door de Bourgondische edelman Robert van Molesme opgericht in de Franse nederzetting Cîteaux ten zuiden van Dijon. Hier bouwde men de beroemd geworden abdij van Citeaux. Naar de Latijnse vorm van de plaatsnaam Cîteaux – Cistercium – worden de leden van deze orde cisterciënzers genoemd. De orde is opgesplitst in een reguliere observantie en strikte observantie, gekend als trappisten. In tegenstelling tot de benedictijnen dragen cisterciënzers een witte in plaats van een zwarte kovel tijdens het officie. Monniken van de orde mogen de letter O.Cist toevoegen aan hun naam. Alle abdijen zijn onderverdeeld in congregaties, en staan onder gezag van een abt generaal.

## Geschiedenis
De nieuwe orde was een reactie op het feit dat de regel van Benedictus steeds slechter werd nageleefd in de Franse benedictijnenkloosters, vooral in de Abdij van Cluny. De cisterciënzers vinden hun oorsprong in 1098, toen de abt Robert – een Bourgondisch edelman – zijn benedictijnenklooster in Molesmes verliet om samen met twaalf monniken een nieuw klooster te stichten in Cîteaux in Bourgondië.
De bloeiperiode van de orde kwam er dankzij het incorporeren en erkennen van nieuwe kloosters. Een klooster kan slechts toetreden mits akkoord van het generaal kapittel van de orde. Een van de dochterkloosters van Cîteaux was Clairvaux, waar in 1115 een jonge Bourgondische edelman, Bernardus van Fontaines, die drie jaar tevoren met een groep jonge familieleden was ingetreden, tot abt werd gekozen. Als Bernard van Clairvaux werd hij een toonaangevende geestelijke. De cisterciënzers worden dan ook soms bernardijnen genoemd, en de cisterciënzerinnen bernardinnen.
Ook in Italië kwam de orde snel tot groei. De Abdij van La Ferté deed haar eerste stichting daar in 1120, Morimond in 1136, Clairvaux in 1135. Daarnaast werden bestaande kloosters hervormd, onder meer Casamari en het huidige Tre Fontane, beide in 1140. In korte tijd verspreidden de cisterciënzers zich over het hele schiereiland. Aan het einde van de middeleeuwen telde Italië 88 mannenkloosters en minstens zoveel vrouwenkloosters.
Bij de dood van Bernard van Clairvaux in 1153 telde de orde al meer dan driehonderd kloosters, die meestal waren gevestigd in onherbergzame streken, waar men leefde onder grote ontberingen. Deze geweldige expansie was met name ook ingegeven door machtspolitiek van de Rooms-Katholieke Kerk en borg ook de kiem van verval in zich. Na 1300 kwam een moeilijke tijd waarbij de vrouwen de fakkel overnamen. De 13e eeuw werd de gouden eeuw van de monialen, ofwel vrouwelijke ordeleden.
De Abdij van Herkenrode was de eerste en mettertijd de grootste voor vrouwelijke cisterciënzers. Terwijl in hun kloosters het innerlijk leven en de mystiek bloeiden, kwamen de mannenabdijen tot rijkdom, vooral bestaande uit grondeigendom ten gevolge van landontginning. Monniken van de Abdij Onze-Lieve-Vrouw Ten Duinen in Koksijde en de Abdij van Boudelo in Klein-Sinaai hebben bijvoorbeeld grote delen van het Land van Hulst in Zeeuws-Vlaanderen ingepolderd. In Rotselaar bevond zich de Abdij Vrouwenpark, waar de Beatrijslegende wordt gesitueerd.
Aan het einde van de 12e eeuw vonden de eerste stichtingen van cisterciënzerkloosters in Nederland plaats. Rond 1160 werd het klooster Klaarkamp bij Rinsumageest gesticht, omstreeks 1188 kwam er een dochterklooster bij Bolsward, het latere Bloemkamp. Later volgde Aduard (1192).
In 1140 werd het eerste Spaanse cisterciënzerklooster, Fitero, in Castilië gesticht, spoedig gevolgd door andere stichtingen in het op de Moren veroverd gebied, vooral dan in Centraal-Spanje. Vanaf omstreeks 1170 kregen de cisterciënzers een snel groeiend aandeel in de kolonisatie van de dun bevolkte Slavische gebieden. Hiervoor werden immigranten uit de Nederlanden aangetrokken.
De praalzucht nam, toen de economie in West-Europa opbloeide, steeds grotere vormen aan. Omdat Jezus, volgens Matteüs 10:9, over vrijwillige armoede van zijn apostelen had gesproken, ontstond tegen deze toestand protest dat leidde tot de stichting van hervormingsbewegingen binnen de orde. Deze richtten zich onder andere tegen het verschijnsel, dat in plaats van gekozen abten zogenoemde commendataire abten aan het hoofd van het klooster kwamen. Dergelijke abten waren personen die de abdij hadden gekocht en die men vrijwel nooit in het klooster zag verschijnen. Dat leidde tot geestelijk verval, bijvoorbeeld omdat door het ontbreken van een abt de regeltucht veel te wensen overliet.

### Trappisten
De "abstinenten" bleven bij hun strikte interpretatie van de regel. Dit leidde tot een afscheuring van een nieuwe groep, die zich trappisten noemde. Deze werden uiteindelijk erkend als nieuwe orde. Zij leven volgens een strengere regel, de zogeheten strikte observantie. De benaming trappisten is afgeleid van de Franse abdij Notre-Dame de la Grande Trappe, waar abt Jean de Rancé in 1664 strenge regels instelde die elders veel navolging kregen. In 1892 heeft de paus een laatste vergeefse poging gedaan om cisterciënzers en trappisten weer in één orde te verenigen. In de Lage Landen hebben de trappisten de cisterciënzers overvleugeld.

## Structuur

### Hiërarchie van de kloosters
Men spreekt in het vakjargon van een moederabdij, met dochterabdijen of zusterabdijen. De abdij van Citeaux wordt beschouwd als de moederabdij van alle cisterciënzerabdijen, en de abt ervan de eerste in rang van de orde. In de periode 1110 tot 1115 ontstonden de eerste dochterabdijen van Citeaux: La Ferté (1113), Pontigny (1114) en Clairvaux (1115). Vanuit deze drie abdijen en Cîteaux ontstond een stamboom van abdijen. Zo stichtte de Abdij van Pontigny bijvoorbeeld in 1141 de Abdij van Cercamp (Amiens). In de Summa Cartae Caritates – een soort grondwet van de orde, ontstaan onder de abt Stephanus – staat in het derde en vierde hoofdstuk het getrapte systeem van de filialen: de vier grote abdijen doen nieuwe stichtingen – de dochterabdijen – die op hun beurt filialen kunnen stichten. Zo is de Abdij van Eberbach (1135) een stichting van de Abdij van Clairvaux, maar stichtten ze zelf de Abdij van Val-Dieu. 

### Structuur en organisatie

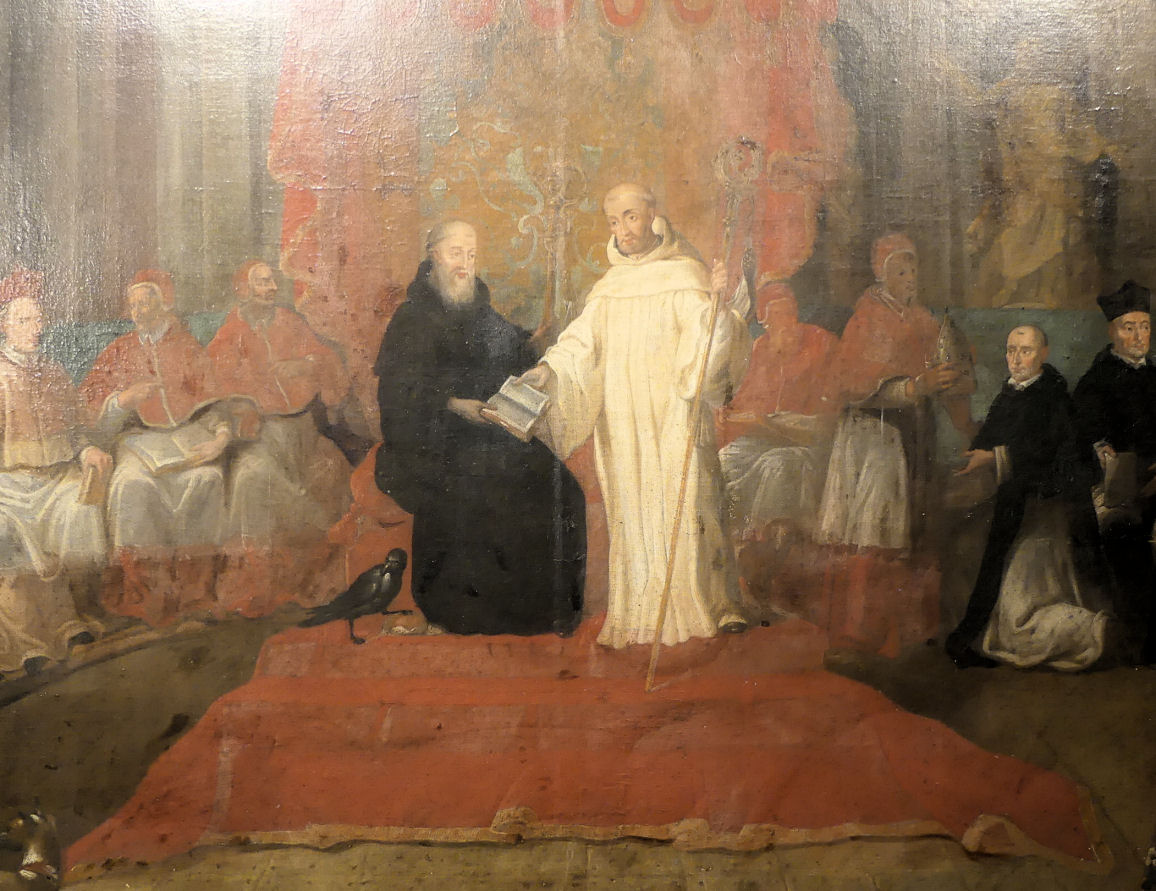
Vader Benedictus, met raaf (Zwarte kovel) en Vader Bernardus (Witte kovel), verzameling Abdij te Bornem

De orde kent een verticale structuur met als gezagsdragers:
- de vicaris-generaal van de orde
- de abt-generaal van de orde als hoogste gezagsdrager. Dit was vroeger automatisch de abt van Citeaux.[2]
- een abt-visitator: aangesteld door het generaal kapittel voor onderzoek van de tucht. Er zijn verschillende abten-visitators aangesteld door het generaal kapittel.[2]

#### Generaal kapittel
Er bleef controle van de moederabdij op hun dochterabdijen. Elke abdij had een eigen inspraak, maar door het generaal kapittel – een jaarlijkse algemene vergadering – was er wel een sterk centralistisch systeem. Hierdoor vallen alle kloosters en abdijen onder het absolute obediëntie van het generaal kapittel, dat als hoogste gezag fungeert en controle uitvoert. Het kapittel heeft de macht om kloosters te incorporeren en abten te erkennen. Het kan ook disciplinaire tuchtmaatregelen uitvaardigen. Van zodra een monnik of moniaal zijn eeuwige geloften heeft uitgesproken aanvaardt hij het gezag van het kapittel.

#### Abbatiale waardigheid
Het wijden van de abt is een voorrecht van de plaatselijke bisschop, waarbij getuigen aanwezig waren. Het toekennen van een mijter aan een abt, is een pauselijk privilege, dat de meeste abdijen bezaten.

### Regel
De monniken moeten niet zelf instaan voor het bewerken van de gronden: ‘ad haec exercenda, nutrienda, conservanda, seu prope seu longe grangias habere possumus per conversos custodiendas et pocurandas’. De orde kent met andere woorden een speciaal systeem van grangia (ook wel uithoven: grote kloosterboerderijen of abdijhoeves) waar lekenbroeders op te werk gesteld worden. Deze grangia (enkelvoud: grangium) zijn sterk gebaseerd op het systeem van dominantie en overheersing, soms werden gewoon hele dorpen – die eigendom werden van de cisterciënzers door schenkingen – gedwongen zich naar de cisterciënzers te schikken, een soort van verplichte conversie. Naast de conversen werden ook vaak seizoenarbeiders aangetrokken.
Het systeem van lekenbroeders was er nog niet bij de eerste abdijen. Het systeem van de grangia duikt voor het eerst op in de elfde eeuw, in de Italiaanse cisterciënzerkloosters. Het fenomeen ontstaat ook vlug in Frankrijk en Engeland – het tweede land waar de Cisterciënzers zich wisten te vestigen na Italië. Er zijn echter veel regionale verschillen op te merken. De lekenbroeders van Cîteaux waren bijvoorbeeld legaal onderworpen aan de abt van Cîteaux, terwijl in Grandmontines de lekenbroeders controle hadden over de eigendommen. In Oost-Europa zien we meer een systeem van lijfeigenen ontstaan.
Lekenbroeders kwamen – net zoals de cisterciënzermonniken – pas op latere leeftijd in een klooster terecht. Na de initiatie tot lekenbroeder konden de lekenbroeders geen monnik meer worden. Dit staat ook zo in hun Capitula vermeld: ‘Ut de converso non fiat monachus’.
De afgelegenheid van veel grangia kan als een reden ingeroepen worden door de monniken om er niet (vaak) te moeten aanwezig zijn. De Capitula schrijven namelijk voor dat de monniken binnen het kloosterhuis moesten leven. Ze mochten wel zo vaak als nodig naar de grangia gestuurd worden, maar er nooit lang verblijven. Dezelfde Capitula wijzen er ook op dat de monniken geen contact met wereldlijke lieden mogen hebben in verband met de landbouw- en veeteeltacitviteiten. Deze handelingen schrijven de Capitula als taken toe aan de lekenbroeders. Er wordt voor deze taakopdeling ook verwezen naar het Bijbelverhaal van Martha en Maria, waarbij Maria – welke vereerd werd door de cisterciënzers – symbool staat voor de monniken en de werkende Martha voor de lekenbroeders.
In de Usus Conversorum, uit de 12e eeuw, is veel te lezen over deze conversen en wordt het contrast met de monniken nog duidelijker. Hier blijft het niet alleen beperkt tot afspraken over woning en kledij. De conversen hadden – in tegenstelling tot de monniken – slechts een beperkte religieuze plicht. Tevens vernemen we dat de conversen ook geen geestelijke arbeid zoals lezen mogen doen. De kloof tussen literatus en illiteratus wordt hiermee nog aangescherpt.
In de 14e eeuw lijkt het systeem van lekenbroeders wel ineen te storten: de conversen zijn alleen nog een kleine groep van experten, de gronden worden in pacht uitgegeven en men doet een extra beroep op gehuurde arbeid. Voor deze terugval van de conversen zijn zowel interne als externe argumenten aan te reiken. Enerzijds is er een achteruitgang van het bevolkingscijfer, komen andere vormen van vroomheid naar voren en is er een sterke concurrentie vanuit de steden. Anderzijds merken we ook een verandering van het economisch systeem. Al kunnen we bij deze interne factor ons de vraag stellen of dit de oorzaak is voor het kleinere aantal conversen of juist een gevolg ervan. In tegenstelling tot voordien zien we ook mensen uit de gegoede burgerij conversen worden, ze schenken hun eigendommen in ruil voor belangrijke functies als opzichter. De positie van lekenbroeder kreeg dankzij de uitdijende economie dan ook een belangrijke maatschappelijke status.

### Monastieke tucht
Monniken werden geacht, net zoals heremieten, hun geloften strikt na te leven; lichamelijke kastijdingen, zelftucht en vrijwillige armoede waren dan ook geen abnormale oefeningen in vele abdijen.
De monastieke tucht werd normaal afgedwongen door de abt, die monniken kon berispen conform de voorschriften van de regel. De interpretatie ervan lag geheel bij de abt, waardoor de meeste kloosters regelmatig conflicten hadden, waarbij het kapittel geen uitkomst bracht. Zo werd Lieven de Meulemeester, afvallige monnik van Boudelo, in 1585 streng gestraft door de abt: hij zou zijn geloften hebben gebroken, en betrapt zijn door een huwelijk te hebben aangegaan. De abt van Cambron, toenmalige vicaris-generaal van de Nederlanden, meende echter dat hij dankzij berouw terug in de gemeenschap mocht worden opgenomen, op voorwaarde dat hij in eeuwigheid zijn stem in het kapittel zou verliezen, een jaar lang de kap van novice zou dragen en geen kruinschering zou dragen. Enkel het kapittel generaal kan hem herstellen, mits de H. Stoel hem rehabiliteert.
In uitzonderlijk gevallen gaf een pauselijke bul, vaak op voorschrift van de procurator generaal een duidelijkere interpretatie. Zo oordeelde paus Alexander VII in 1657 dat het permanent vleesderven, dat voor leken slechts op bepaalde dagen is voorgeschreven, niet meer vereist was. Hij bepaalde dat alle monniken in goed geweten vlees mogen eten, gedurende alle dagen van het jaar. Een pauselijke approbatie bekrachtigde dit reeds in 1481. Paus Sixtus IV had reeds in een bul verklaard dat het vleesderven niet tot de essentie behoort van de monastieke tucht bij de cisterziëncers.
Een groeiende groep monniken was het hier echter niet mee eens. Er bestond een stroming die een strikte eis onderhield van het vleesderven, de zgn. "abstinenten". Dit leidde tussen een dieper conflict tussen Rome en bepaalde abdijen. Uiteindelijk zou dit uitmonden in een splitsing van de orde.

## Geografische verspreiding

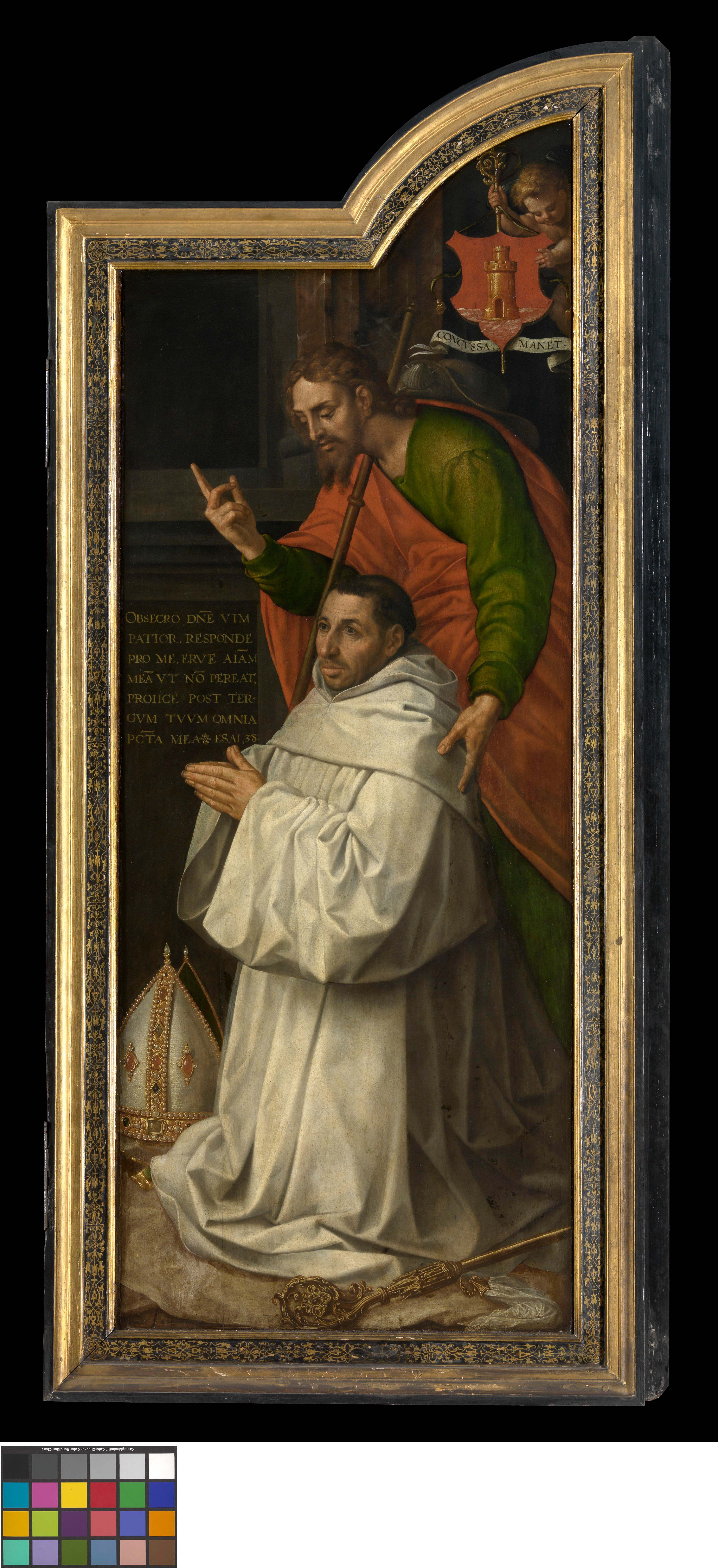
triptiek van abt Jacob del Rio, OLV van Baudeloo met een witte kovel, mijter en herdersstaf.

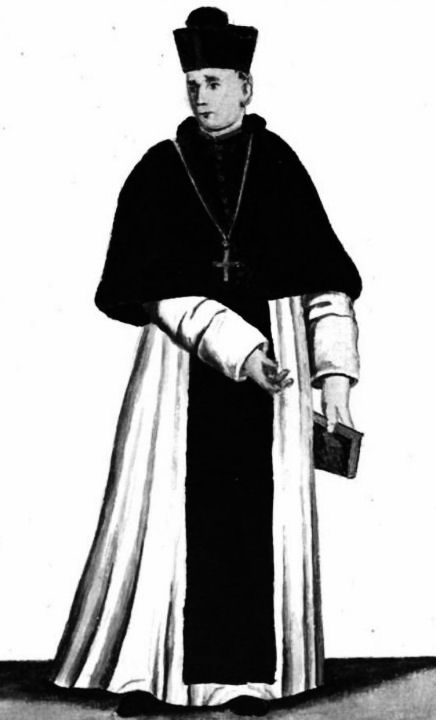
Prior van de Priorij Onze-Lieve-Vrouw-ten-Hove, Bisdom Gent

### België

#### Gewone observantie

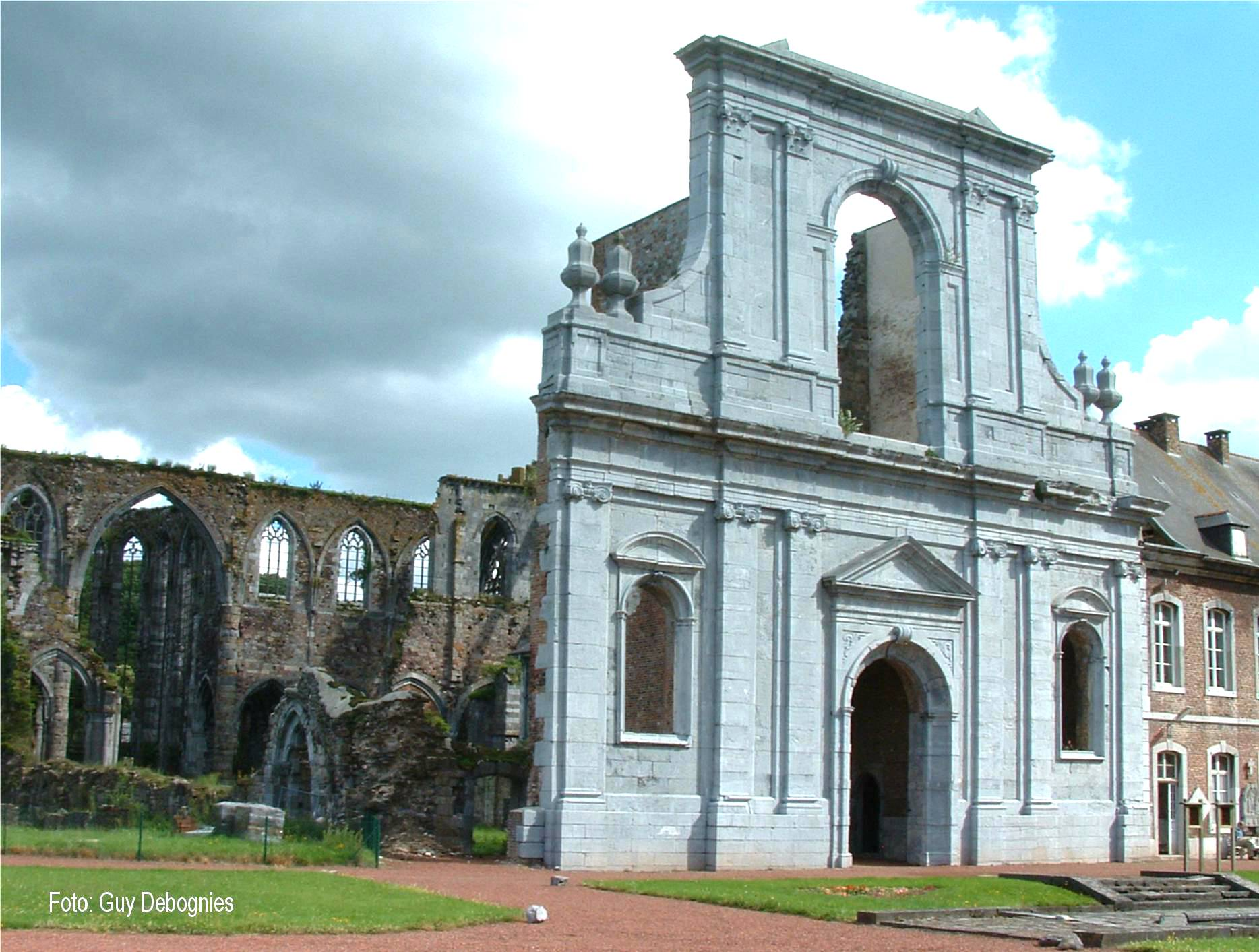
Ruïne van de Abdij van Aulne

Anno 2025 zijn er in België geen monniken van de gewone observantie in leven. De laatse abt van Bornem, Leo Van Schaverbeeck overleed in 2022. Desondanks zijn deze abdijen veel ouder dan de trappistenkloosters, waarvan sommigen nog een levende monastieke gemeenschap hebben.
- Abdij van Aulne
- Abdij van Boudelo
- Abdij van Cambron
- Abdij van Sint-Salvator, Antwerpen
- Abdij van Sint-Bernardus aan de Schelde
- Sint-Bernardusabdij van Bornem
- Abdij van Herkenrode
- Abdij van Maagdendale
- Abdij van Rozendaal
- Abdij van Val-Dieu
- Abdij van Villers
- Abdij Onze-Lieve-Vrouw Ten Duinen

#### Trappisten
- Abdij Onze Lieve Vrouw van Koningshoeven in Berkel-Enschot (1880)
- Abdij van Orval (1926)
- Abdij van Rochefort (1887)
- Abdij van Westmalle (1794)
- Sint-Sixtusabdij van Westvleteren (1831)
- Sint-Benedictusabdij van Achel (1846)
- Abdij van Scourmont (1850)
- Abdij van Chimay (1919)
- Abdij van Soleilmont (1802)
- Abdij van Clairefontaine (1835)
- Abdij van Brecht (1850)

Een aantal trappistenabdijen kregen bekendheid door hun populaire bieren en kazen: Westmalle, Westvleteren, Hamont-Achel, Rochefort, Chimay en Orval.

### Nederland
In Nederland is er een cisterciënzerabdij: Mariënkroon te Nieuwkuijk, en Abdij Maria Toevlucht te Zundert.
Er zijn vier trappistenkloosters: (Berkel-Enschot, Zundert, Schiermonnikoog en Echt, dat sinds 2002 de monniken uit Tegelen herbergt).

## Habijt
De monniken dragen een witte pij, met een zwart schapulier. De kap is bij mannen en vrouwen zwart. Bij koordiensten wordt een kovel gedragen, die volledig wit is.

## Tegenover andersdenkenden
De cisterciënzers (ook bekend als schieringers of schiere monniken) waren uiterst strijdvaardig, predikten en leidden kruistochten en voerden inquisitie tegen andersdenkenden. Zij namen actief deel aan de bestrijding van de katharen en zetten aan tot bloedige ketterjachten. In Oost-Europa stonden ze vooraan om de heidense Pruisen en Baltische volkeren desnoods met geweld te bekeren. Bekend werd in Friesland en Ommelanden hun strijd als Bernardijnse schiere monniken tegen de Norbertijnse premonstratenzers die ze verweten vetkopers te zijn. Het eiland Schiermonnikoog werd naar hen genoemd.